# Катаріна Монсдоттер
Катаріна Монсдоттер (швед. Katarina Månsdotter), або Карін Монсдоттер (швед. Karin Månsdotter), або Кааріна Маунунтютяр (фін. Katarina Maununtytär; 6 листопада 1550 — 13 вересня 1612, Ліуксіала) — королева Швеції. Єдина в історії коронована представниця фінського народу.
Похована в каплиці кафедрального собору міста Турку у Фінляндії.

## Життєпис
Катаріна Монсдоттер, дочка простого солдата і селянки, в 1567 році стала фавориткою короля Еріка XIV. Король звернув на неї увагу, коли вона продавала на ринку горіхи.
4 липня 1568 року їх повінчали в кафедральному соборі Уппсали. У тому ж році Еріка XIV повалили його брати, Юган і Карл, і помістили під варту, відібравши всі королівські права на Швецію. Катаріна Монсдоттер, названа в народі фінською попелюшкою, була королевою Швеції лише 87 днів.

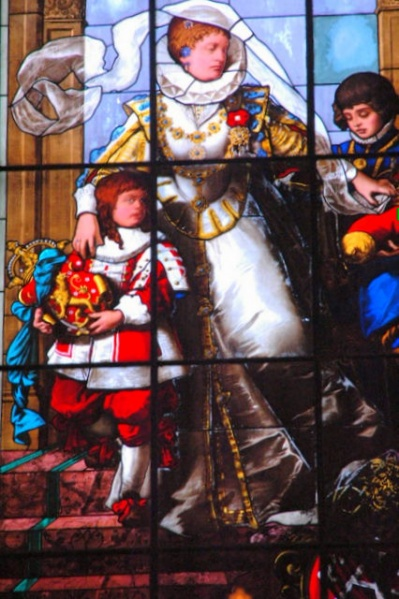
Катаріна Монсдоттер з дітьми на вітражі кафедрального собору Турку

Із замку Стокгольма 15 липня 1570 року Катаріна Монсдоттер із чоловіком та дітьми — чотирирічною Сігрід, дворічним Густавом та піврічним Генріком вислана до замку Або (Турку) у Фінляндії.
За таємну змову Еріка з Іваном Грозним з метою звільнитись їх охорону підсилили майже до 100 осіб. Він був заточений до маленької арештантської кімнати шестикутної вежі переднього замку, вікна якої виходили на річку Аура-Йокі і море. Навколо в'язниці проходив коридор для охорони зі склепіннями на зовнішній стіні. Наприкінці літа 1571 року за рішенням Югана III ув'язнені та їх супровід вирушили з Турку до фортеці Кастельгольм на Аландських островах.
У Вестерозі Ерік був відлучений від сім'ї, і Катаріна Монсдоттер у квітні 1573 року з дітьми Сігрід і Густавом повернулася до замку Турку. Юган III віддав у володіння Катаріні Монсдоттер маєток Ліуксіала (фін. Liuksiala) у Кангасала.

## Діти
За роки життя з королем Катаріна народила чотирьох дітей: доньку Сігрід (1566—1633) і синів Густава (1568—1607), Генріка (1570—1574) та Арнольда (1572—1573).

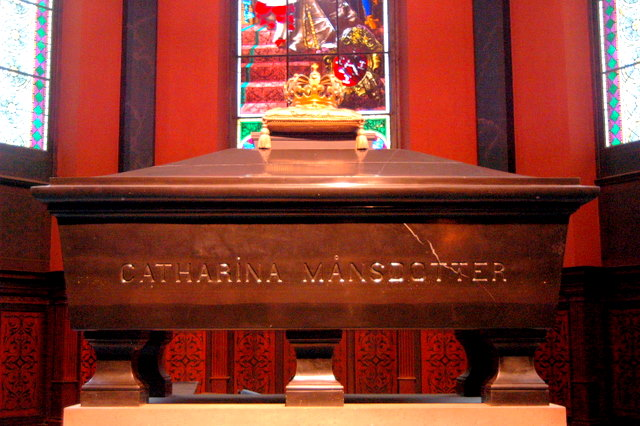
Могила Катаріни Монсдоттер. Кафедральний собор Турку

У Турку залишився півторарічний син Генрік, який, ймовірно, був хворий. Генрік помер у Турку і був похований у кафедральному соборі під постріли артилерійського салюту замку Турку. Із замку привезли для могили Генріка 600 цеглин.
Трагічна доля сина Густава. У 1575 році послані Юганом III люди відібрали у Катаріни її семирічного сина Густава і відправили до Польщі. Зустріч матері з сином після цього, перша і остання, відбулася лише через 21 рік. Густаву було заборонено з'являтися в Швеції і Фінляндії. Він був змушений поневірятися по Європі, часто відчуваючи потребу. Багато в чому він успадкував і таланти, і недоліки батька, знав велику кількість мов і був вельми обізнаний в алхімії, пишаючись тим, що його називали «новим Парацельсом». У 1600 році московський цар Борис Годунов переманив Густава до Москви, розраховуючи одружити свою доньку Ксеніїю. Однак принц повів себе вкрай скандально, виписав свою коханку, тримав себе по-царськи і врешті-решт був засланий до Углича, де йому було пожалувано номінальне удільне князівство. Помер у 1607 році в Кашині.

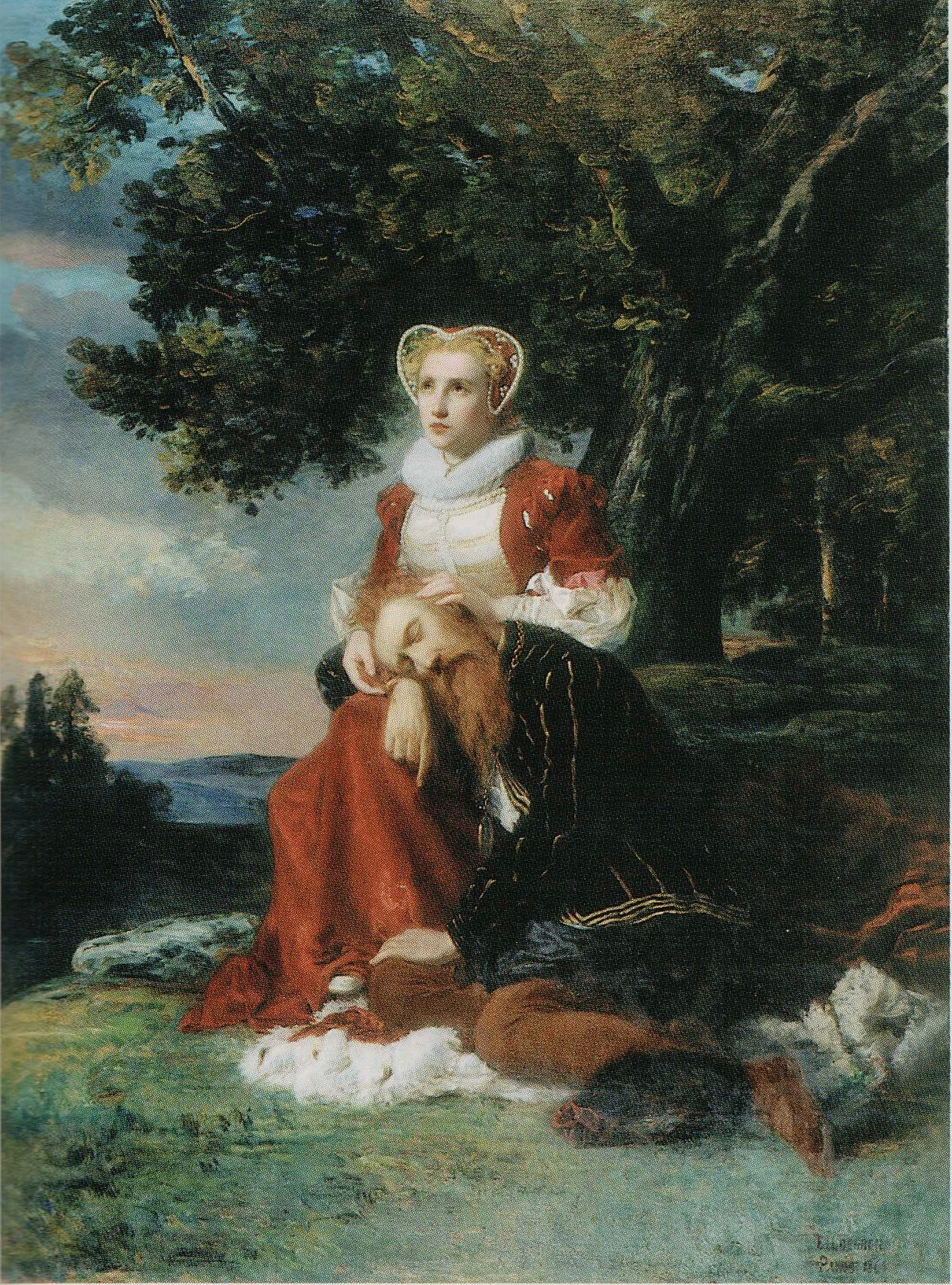
«Ерік XIV і Кааріна Маунунтютяр». Картина фінського художника Еріка Йогана Лефгрена (1864)

## Катаріна Монсдоттер у мистецтві
Історія Еріка і Карін Монсдоттер не забута. Досі розповідають історію про нещасного короля Еріка, який грає на лютні, і вірну Катаріну, про халупку в Туупіккала, розташовану на березі річки Аура-Йокі, в якій вона жила разом з дітьми під час перебування чоловіка у в'язниці шестикутної вежі. Заточений, сумуючи, постійно дивився на протилежний берег з вікна своєї тюремної камери. В'язниця Еріка замок Турку і заглиблення від ліктів на підвіконні в камері дали поштовх для легенди про Еріка і Катаріну Монсдоттер і надихнули письменників, поетів, художників і композиторів увічнити історію кохання королівської пари.

## У астрономії
На честь Катаріни Монсдоттер названий астероїд (832) Карін, відкритий в 1916 році.